# Yugo (náutica)

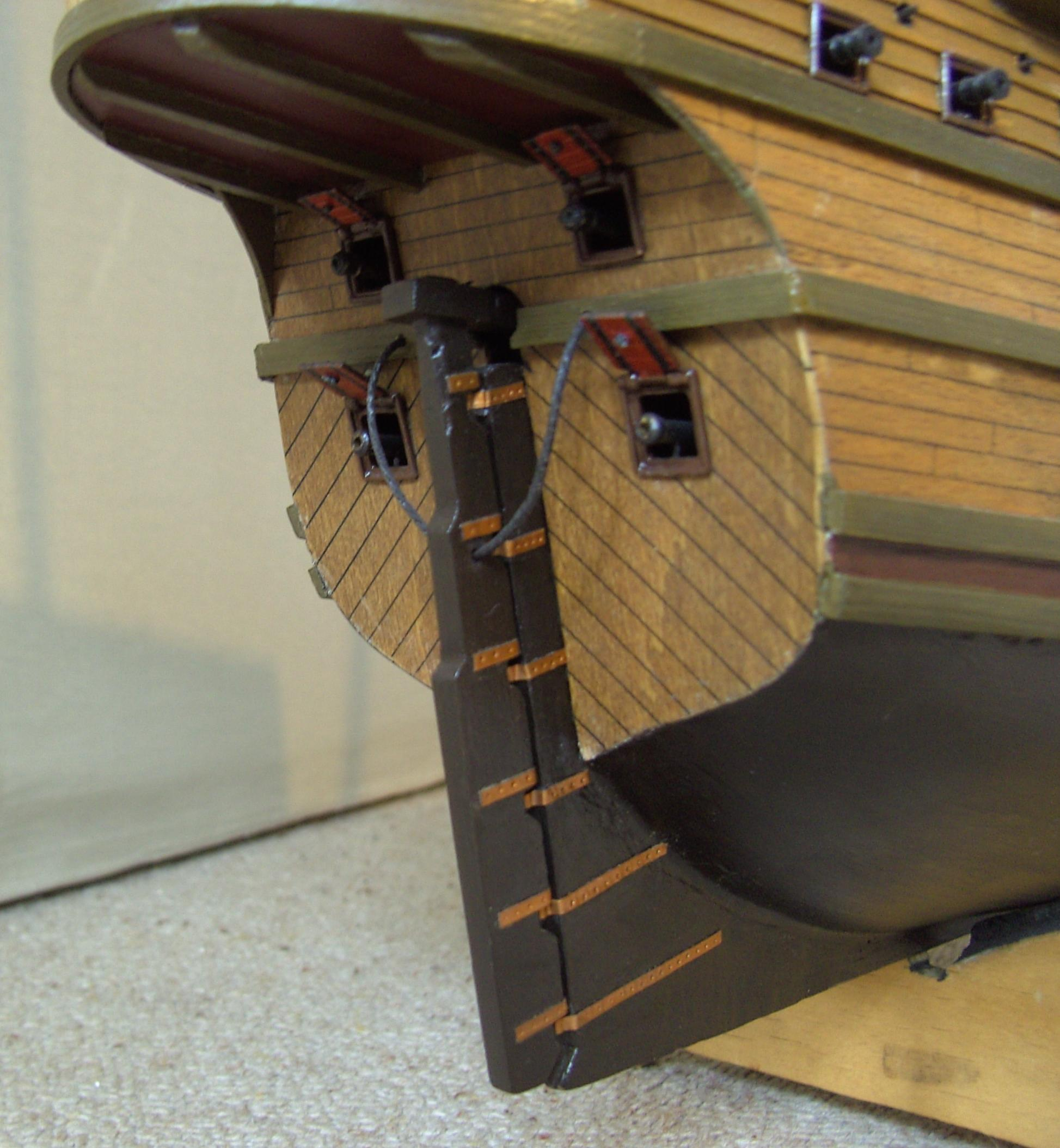
Yugos en la popa de un barco

En náutica, los yugos de una embarcación son cada uno de los maderos de diversas dimensiones que cruzan el codaste y en él se endentan y/o empernan para formar la popa.

## Clasificación

### Por su forma
- Yugo revirado, es el que está en posición inclinada para mayor solidez y economía.

## Tipos
Los yugos toman la denominación o título correspondiente de la altura, el lugar que ocupan, la forma o al objeto inmediato de su colocación en aquel punto.
| Ordenados desde arriba (cubierta) hacia abajo (quilla) | Ordenados desde arriba (cubierta) hacia abajo (quilla)                                              | Ordenados desde arriba (cubierta) hacia abajo (quilla) |
| Español                                                | Descripción                                                                                         |                                                        |
| Yugo(s)                                                | Descripción                                                                                         |                                                        |
| ------------------------------------------------------ | --------------------------------------------------------------------------------------------------- | ------------------------------------------------------ |
| del Alcazár                                            | |                                                        |
| de la Cubierta                                         | Desde éste para arriba ya no están unidos al codaste.                                               |                                                        |
| de la caña del timón (Cruz de la caña del timón)       | Es el que se coloca en la cabeza misma del codaste.                                                 |                                                        |
| Inferiores (Cerrados)                                  | Son los que van repartidos desde el canto alto de la curva coral y dan la forma al anca de la nave. |                                                        |
| Principal (Bancaza)                                    | Es el principal abajo del yugo de la caña del timón.                                                |                                                        |

## Definición relacionada
- El yugo del brazal (yugo del saltillo de proa) es cada uno de los que se cruzan en una u otra serviola y sirven para sostener los puntales y formar el mamparo del saltillo de proa.